# Pseudorhabdosynochus dolicocolpos
Espèce
Pseudorhabdosynochus dolicocolpos est une espèce de Monogène Diplectanidae, parasite sur les branchies d'un mérou. L'espèce a été décrite en 2007 par Lassâd Neifar (d) et Louis Euzet (d), et redécrite par Amira Chaabane (d), Lassâd Neifar et Jean-Lou Justine en 2017.

## Description

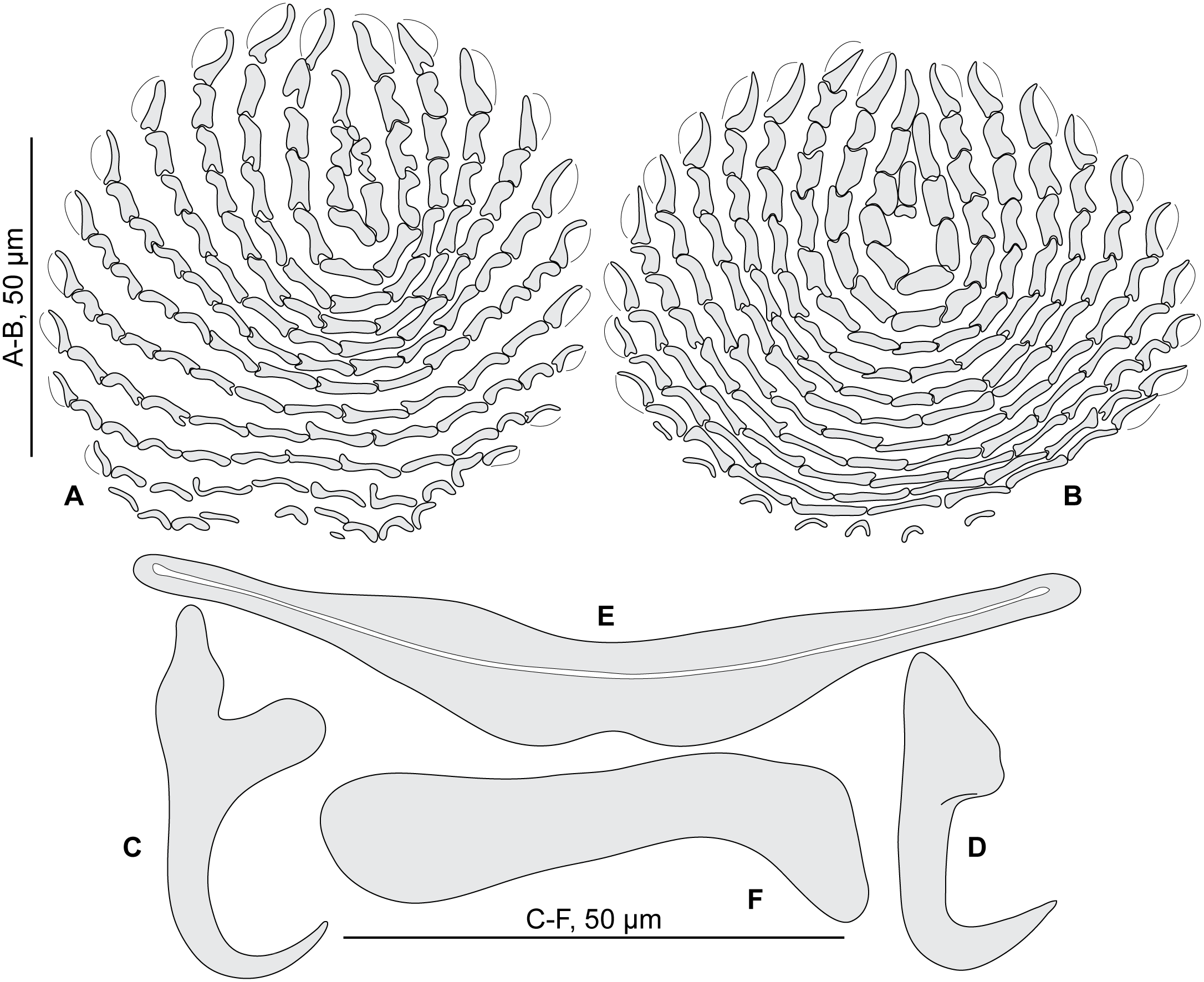
Pseudorhabdosynochus dolicocolpos, squamodisques et parties sclérifiées du hapteur.

Pseudorhabdosynochus dolicocolpos est un monogène de petite taille. L'espèce a les caractéristiques générales des autres espèces du genre Pseudorhabdosynochus, avec un corps plat et un hapteur postérieur qui est l'organe par lequel le Monogène s'attache à la branchie du poisson-hôte. Le hapteur porte deux squamodisques, un ventral et un dorsal. L'organe copulateur mâle sclérifié, ou "organe tétraloculé" a la forme d'un haricot avec quatre chambres internes, comme chez les autres espèces de Pseudorhabdosynochus. Le vagin inclut une partie sclérifiée, qui est une structure complexe.
Chaabane, Neifar, et Justine en 2017  ont considéré qu'aucune espèce de Pseudorhabdosynochus en Méditerranée n'avait un vagin sclérifié similaire à celui de P. dolicocolpos, et que l'espèce la plus proche par sa morphologie était Pseudorhabdosynochus variabilis Justine, 2008, une espèce parasite des branchies de Mycteroperca morrhua en Nouvelle-Calédonie .

## Étymologie
Le nom de l'espèce a été créé en référence à la taille du vagin et est formé sur les mots grecs “dolicos” significant long et “colpos”, vagin .

## Hôtes et localités
Le Mérou badèche (Mycteroperca costae) est l'hôte-type de Pseudorhabdosynochus dolicocolpos. La localité-type est la Mer Méditerranée au large de la Tunisie .